# Christian Fouchet
Pour les articles homonymes, voir Fouchet.
Christian Fouchet est un diplomate et homme politique français, né le 17 novembre 1911 à Saint-Germain-en-Laye (Seine-et-Oise) et mort le 11 août 1974 à Genève.
Il est notamment le ministre de l'Éducation nationale au deuxième plus long mandat de la Cinquième République, et ministre de l’Intérieur au moment des événements de Mai 68. Il est auparavant ambassadeur au Danemark de 1958 à 1962.
Il est le père de la romancière Lorraine Fouchet.

## Biographie

### Jeunesse et études
Christian Fouchet suit des études de droit et obtient une licence de droit. Il s'inscrit également à l'École libre des sciences politiques, et est diplômé en économie politique. Il y côtoie Charles d'Aragon.
Il décide ensuite de se tourner vers le monde militaire, et devient élève-officier à l'école de l'Air de Mérignac en 1940. Dans un article publié dans La Marseillaise (date inconnue, probablement 1944-1945) et intitulé « Complot », Fouchet raconte qu'en juin 1940, les élèves-officiers et lui-même ont reçu pour mission de « protéger » le maréchal Pétain et le général Weygand, qui voulaient continuer la guerre, contrairement aux personnalités politiques.
Il rallie la France libre le 17 juin 1940, après le discours du maréchal Pétain annonçant la négociation d'un armistice, devançant d'un jour l'appel du 18 Juin, et se met au service du général de Gaulle à Londres le 19 juin 1940.
Aviateur des Forces aériennes françaises libres, il passe son brevet de parachutiste, puis devient correspondant de guerre au Proche-Orient. Il participe aux campagnes du Fezzan et de Libye. En 1943 il rencontre Antoine de Saint-Exupéry à Alger, les deux hommes deviennent amis.

### Postes diplomatiques

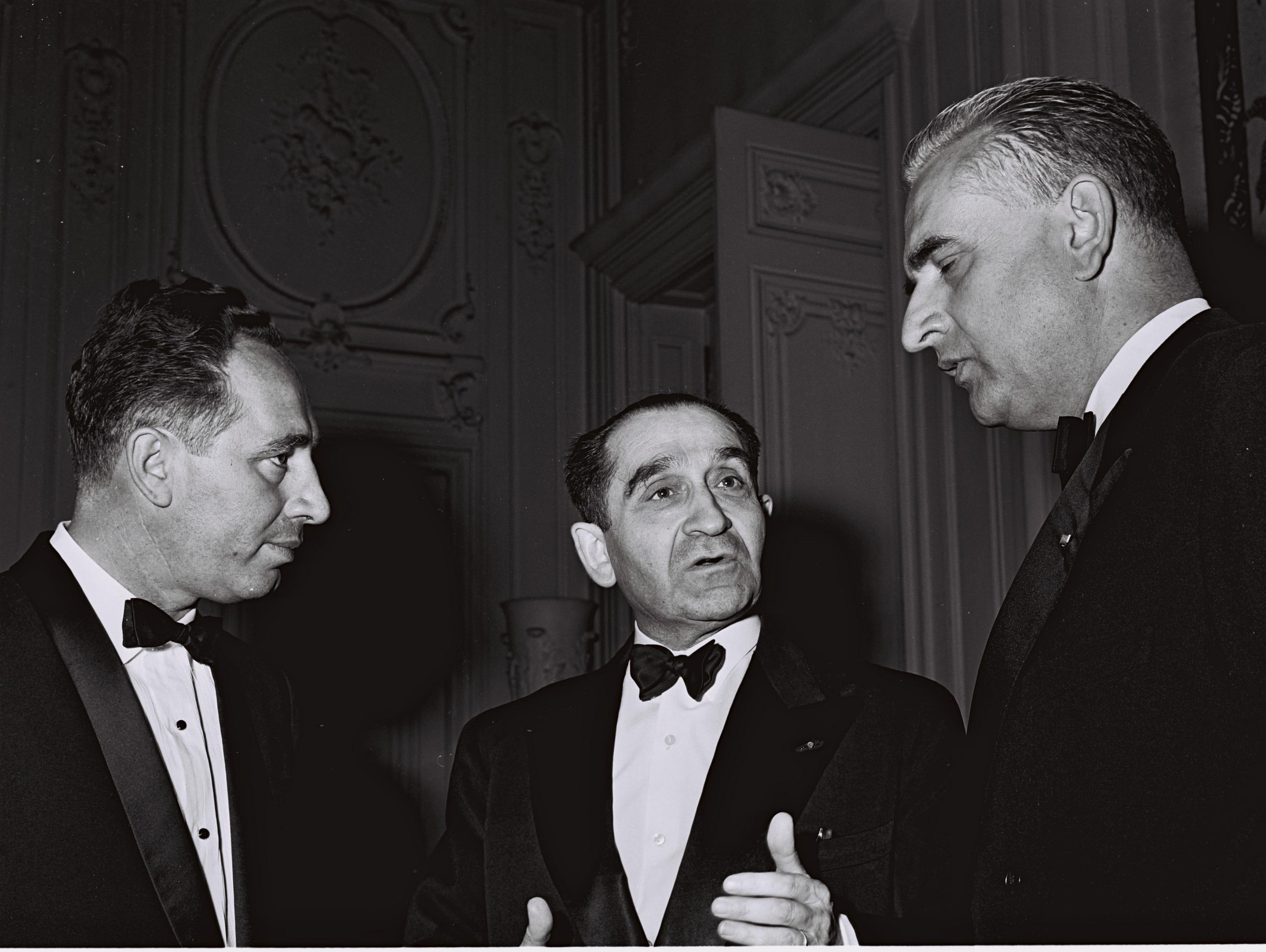
Christian Fouchet (à droite) avec Pierre Mendès France (au centre) et Shimon Peres (à gauche), lors d'une réception à l'ambassade d'Israël à Paris en 1964.

Envoyé comme secrétaire à la délégation du CFLN à Moscou au printemps 1944, il est ensuite délégué en Pologne à Lublin. Il est le premier occidental à entrer dans Varsovie avec l'Armée rouge fin janvier 1945. Il organise le regroupement des milliers de prisonniers et déportés français libérés des camps allemands en territoire polonais.
À partir d'août 1945, il est consul général de France à Calcutta avec juridiction sur l'Inde entière et la Birmanie, il y fait la connaissance d'Alexandra David-Néel, ils deviennent amis et restent en contact jusqu'à la mort d'Alexandra en 1969 à presque 101 ans.
Il est ambassadeur au Danemark de 1958 à 1962, et président du comité chargé d'étudier le projet d'union politique européenne des Six États de la CEE, ou Plan Fouchet, qui n'aboutit pas.

### Haut-commissaire en Algérie
Du 19 mars au 3 juillet 1962, il est haut-commissaire en Algérie. Nommé le 19 mars, il arrive à l’aérodrome de la Réghaïa le 25 mars. De Rocher Noir où il emménage avec son équipe (Bernard Tricot est son secrétaire et délégué général, Georges Buis dirige le cabinet militaire), il a pour mission d’organiser le référendum sur l’autodétermination. Il condamne dans de nombreux discours les actions des membres de l’Organisation Armée Secrète (OAS) qui ne respectent pas le cessez-le-feu.
Le 26 mars 1962, l'armée tire sur des civils qui tentent de forcer les barrages des forces de l'ordre à Alger, rue d'Isly. Des dizaines de morts (hommes, femmes, enfants) sont décomptés.
Le 11 mai 1962, Fouchet adopte six mesures contre l'OAS. Annoncées publiquement le 13 mai, elles visent trois catégories de la population soupçonnées de soutenir l’OAS : les notables, la police et la jeunesse. « L’opération Fouchet » consiste à révoquer des fonctionnaires, à expulser cinquante Algérois et à interner des personnalités oranaises[réf. nécessaire]. Des Attachés Temporaires Occasionnels (ATO) et des gendarmes mobiles sont recrutés afin de surveiller les édifices publics visés par l’OAS. Enfin, pour rompre le lien entre la jeunesse et l’OAS, deux mesures sont prises : l’appel anticipé des conscrits européens d'Alger et d'Oran âgés de 19 ans (dont le nom de code militaire est « le plan Simoun »), imposé par l’ordonnance no 62-574 du ministre des Armées Pierre Messmer, et la dissolution de l'Association des étudiants algérois (AGEA).

### Mandats politiques

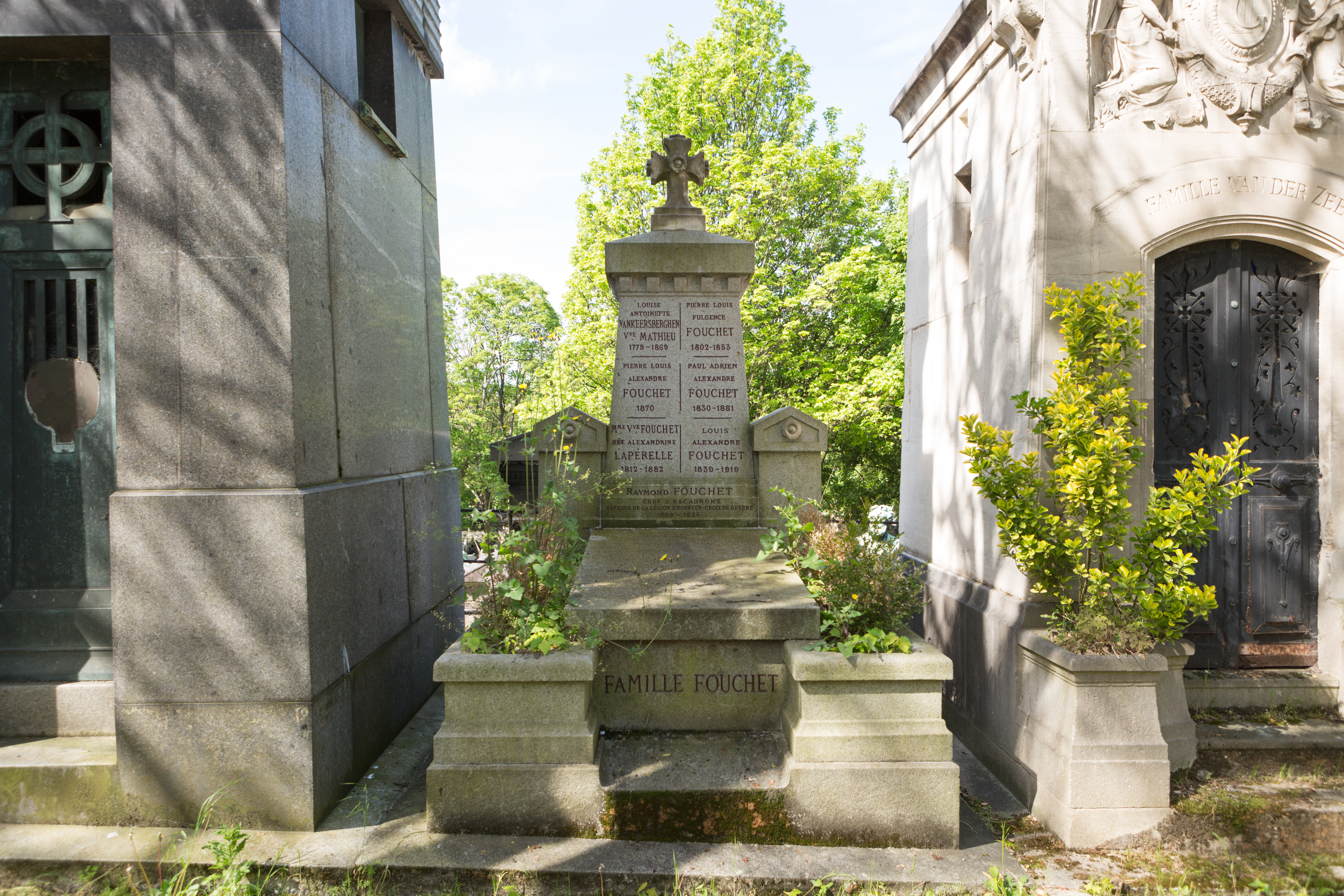
Tombe au cimetière du Père-Lachaise.

Il adhère au RPF qu'il représente à l'Assemblée nationale de 1951 à 1955 comme député de la Seine. Il accompagne le général de Gaulle lors de son voyage en Tunisie.

### Ministre chargé des Affaires marocaines et tunisiennes
Du 10 juin 1954 au 5 février 1955, il est ministre chargé des affaires marocaines et tunisiennes dans le gouvernement de Pierre Mendès France.

### Ministre chargé de l'Information
Du 11 septembre 1962 au 28 novembre 1962, il est ministre délégué auprès du Premier ministre chargé de l'Information.

### Ministre de l'Éducation nationale
Comme ministre de l'Éducation nationale du 6 décembre 1962 au 1er avril 1967, il détenait le record de longévité à ce poste sous la Ve République : quatre ans, trois mois et vingt-six jours, avant d’être devancé par Jean-Michel Blanquer en 2021.
Il est l'auteur de la réforme Fouchet des universités à laquelle succède la loi Faure du 12 novembre 1968, et qui instaure notamment la création des instituts universitaires de technologie, la suppression de la propédeutique, la création du DEUG, et alternative de la licence et de la maîtrise, ambition qui fait que Georges Pompidou, le Premier ministre, va en parler à l’Assemblée pour dire qu'il « s'agit non pas de réforme, mais de révolution ».
Ce train de réformes contribue à moderniser les programmes des études scientifiques et à créer de nouvelles formations professionnelles comme les maîtrises d'informatique et d'électronique, ou instaurer la carte scolaire.
Même après son départ, l'UNEF se bat contre la réforme Fouchet des universités et les règlements des résidences universitaires, accusés de freiner la démocratisation des universités et participe avec les comités lycéens au mouvement de 1967 contre les ordonnances sur la sécurité sociale, avec lequel une demi-douzaine de lycées ont déclenché une grève de solidarité. Les principales manifestations en province ont eu lieu à Lyon (huit mille manifestants), Le Mans, Lille (trois à cinq mille), Saint-Étienne (deux mille cinq cents), Bordeaux, Grenoble, Rouen (deux mille) ou encore Marseille, Le Havre, Dijon, Toulon (mille à mille cinq cents).

### Ministre de l'Intérieur
Il devient ministre de l'Intérieur du 6 avril 1967 au 31 mai 1968 dans les gouvernements de Georges Pompidou, ce qui englobe les événements de Mai 68.

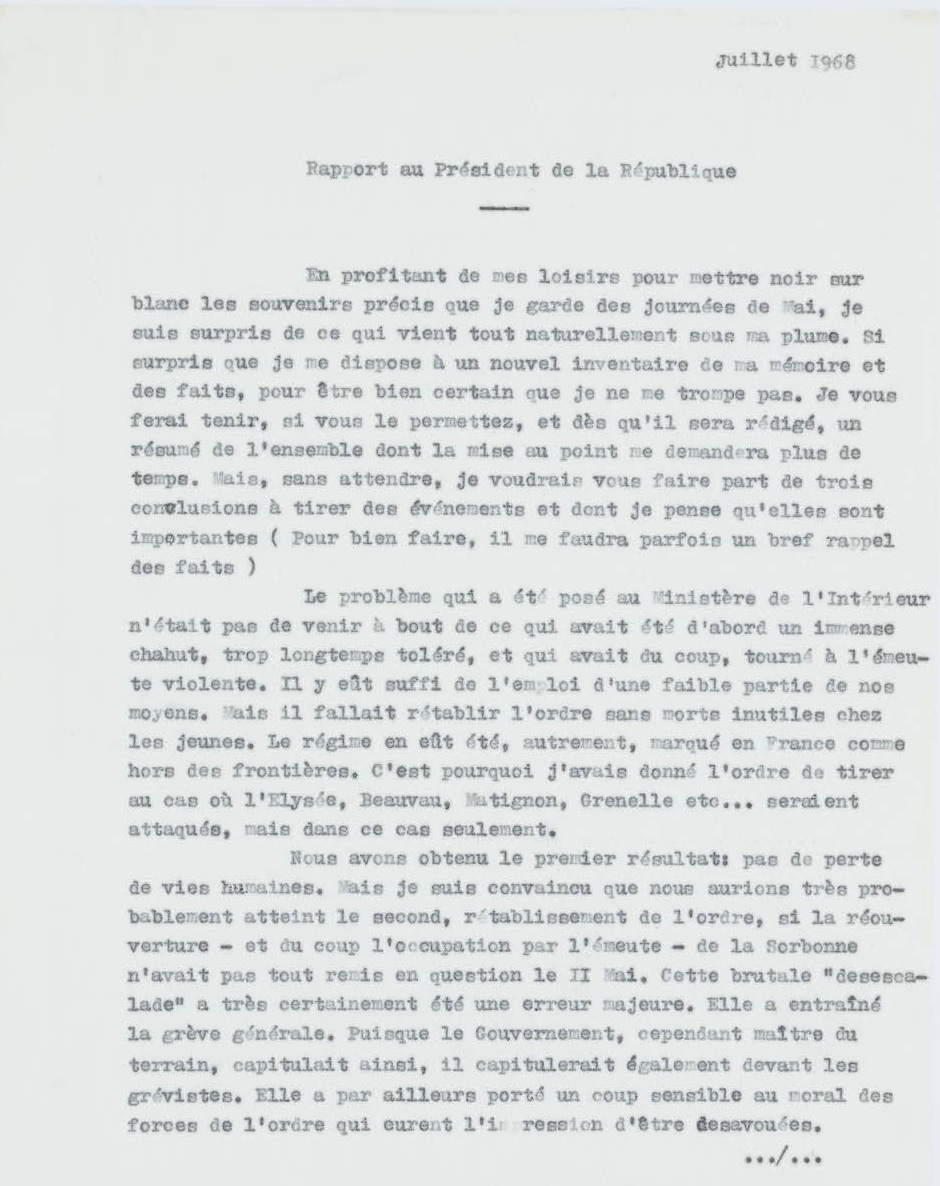
Rapport de Christian Fouchet au général de Gaulle à la suite des événements de mai 68.

Élu député de Meurthe-et-Moselle en 1967 sous l'étiquette UD-Ve République, réélu en 1968 et 1973 sous l'étiquette UDR, il se porte candidat à la présidence de la République après la mort de Georges Pompidou, mais il se retire en faveur de Jacques Chaban-Delmas le 15 avril 1974, juste après l'appel des 43 en faveur de Valéry Giscard d'Estaing.
Il meurt le 11 août 1974 à Genève et est inhumé au cimetière du Père-Lachaise (68e division).
Christian Fouchet était docteur honoris causa des universités de Montréal et d'Ottawa.
Une place porte désormais son nom dans sa ville natale de Saint-Germain-en-Laye.

## Publications
- roman Le Carnaval des lépreux, feuilleton publié dans « Carrefour » en 1949.
- Christian Fouchet, Au service du général de Gaulle, Plon, 1971.
- Christian Fouchet, Les lauriers sont coupés, Plon, 1973.

## Décorations
- Commandeur de la Légion d'honneur (1er avril 1961) ; chevalier (18 juin 1946)
- Croix de guerre 1939-1945
- Croix de la Valeur militaire avec étoile de vermeil
- Médaille de la Résistance française (26 aout 1946)[13].
- Médaille commémorative des services volontaires dans la France libre
- Grand officier de l'ordre du Ouissam alaouite.
- Croix des Veterans of Foreign Wars
- Nombreuses décorations étrangères (Tunisie, Comores, Danemark, Mexique, Pérou, Italie, Cambodge, Allemagne, Pakistan, Irak, Liban, Suède, Dahomey)

## Archives
- Inventaire des « Papiers Christian Fouchet » conservés aux Archives nationales sous la cote 97AJ.